# 陳夢林 (清朝)
陳夢林（1664年—1739年），字少林，福建省漳州人，漳浦縣監生，與周鍾瑄、阮蔡文被稱為「諸羅三賢」，並與藍鼎元、莊亨陽齊名的漳州學者。人稱其「漳之奇男子」。時人稱為「他齋先生」，他的居處經常換，且在住宅門額上書寫「他齋」的原故。他年少發憤讀書，留心經事濟世，習有兵法策事。 

## 人物生平
清康熙三年（1664年）生於漳州漳浦縣雲霄鎮（今屬雲霄縣），二十五年（1686年），陳夢林遊學於黔中，考試生員名列第一，黔州知州黃虞庵因才學出眾，薦入太學。五十年，黃虞庵任福建巡撫，招夢林人署。五十五年（1716），諸羅知縣周鐘瑄延請陳夢林纂修邑志。」康熙六十年（1721），陳夢林在總兵藍廷珍軍中為謀士，參贊戎情。後又於雍正元年（1723）遊歷臺灣數月，著《臺灣後遊草》一書。返鄉後婉謝總督推薦做官的機會。乾隆四年（1739），一代奇才在「他齋」中告別人世。

## 諸羅縣志
《諸羅縣志》的纂修。是陳夢林以其對臺灣時局投入的關注及治史的嚴謹態度。他以為，「清人初得臺灣，不事經理，文恬武嬉，偷安旦夕。」「天下有宏遠深切之謀，流俗或以為難而不肯為，或以為迂而不必為。其始為之甚易而不為，其後乃以為不可不為而為之，勞費已十百千萬矣。」此種史家透徹的洞察力，也有鑑於明代在澎湖及南澳治理上的得失，因明朝政府以為島嶼險遠，不必重視設防，而使陸外為海盜和倭寇的盤穴，陸疆沿岸遭殃。雖後來設總兵在島上鎮守，然已付出極大的代價。陳夢林請政府要臺灣的設防治理，他又說：「今半線至淡水，水泉沃衍，諸港四達，猶玉之在璞也。流移開墾，舟楫往來，亦既知其為玉也已。而雞籠為全臺北門之鎖鑰，淡水為雞籠以南之咽喉，大甲、後壟、竹塹皆有險可據，乃狃於當前之便安，不規久遠之計，為之增置縣邑防守，使山海之險，馳而無備。將必俟亡羊而始補牢乎！南澳、澎湖、臺灣之往事可睹已！」陳夢林的言辭懇切，終得到清政府的重視。後來雞籠、淡水先後設置防務。 
陳夢林為《諸羅縣志》搜集資訊，遍遊全縣境，輾轉於臺灣沿海、山地和平原，對於現在臺灣基隆到嘉義間的描述，散佈於《諸羅縣志》各卷，他認為北疆擁有良港和三大平原（今北臺灣），且與廈門、福州交通方便，短期內可成為聚眾的市集。其時諸羅縣建置僅三十餘年（1684設縣），規制未備，他對「島嶼、汊港之出入險易，戰艋民船之大小堅脆」，皆作了詳盡的調查。重視及考訂縣地內可以駐兵設險、墾田建市者。
五十六年，費時八個月的編纂，《諸羅縣志》終於完成，全書共十五萬言，志有十二，即：封城志、規制志、秩官志、祀典志、學校志、賦役志、兵防志、風俗志、人物志、物產志、藝文志和雜記志，及形勝、海道、水陸防汛、漢俗、番俗等四十七目。它為臺灣文化史上留下一曲不朽的篇章，近三百年來一直是人們瞭解和研究臺灣的重要文獻，記錄極其豐富珍貴的臺灣文化、歷史、語言、民俗、宗教等方面的資料。學者以為《諸羅縣志》是所有臺灣地方志中較優異者。

## 著作
著作有《漳州府志》、《漳浦縣志》、《諸羅縣志》、《臺灣後遊草》、《他齋詩文集》、《遊臺詩》等。